# Luke Vibert

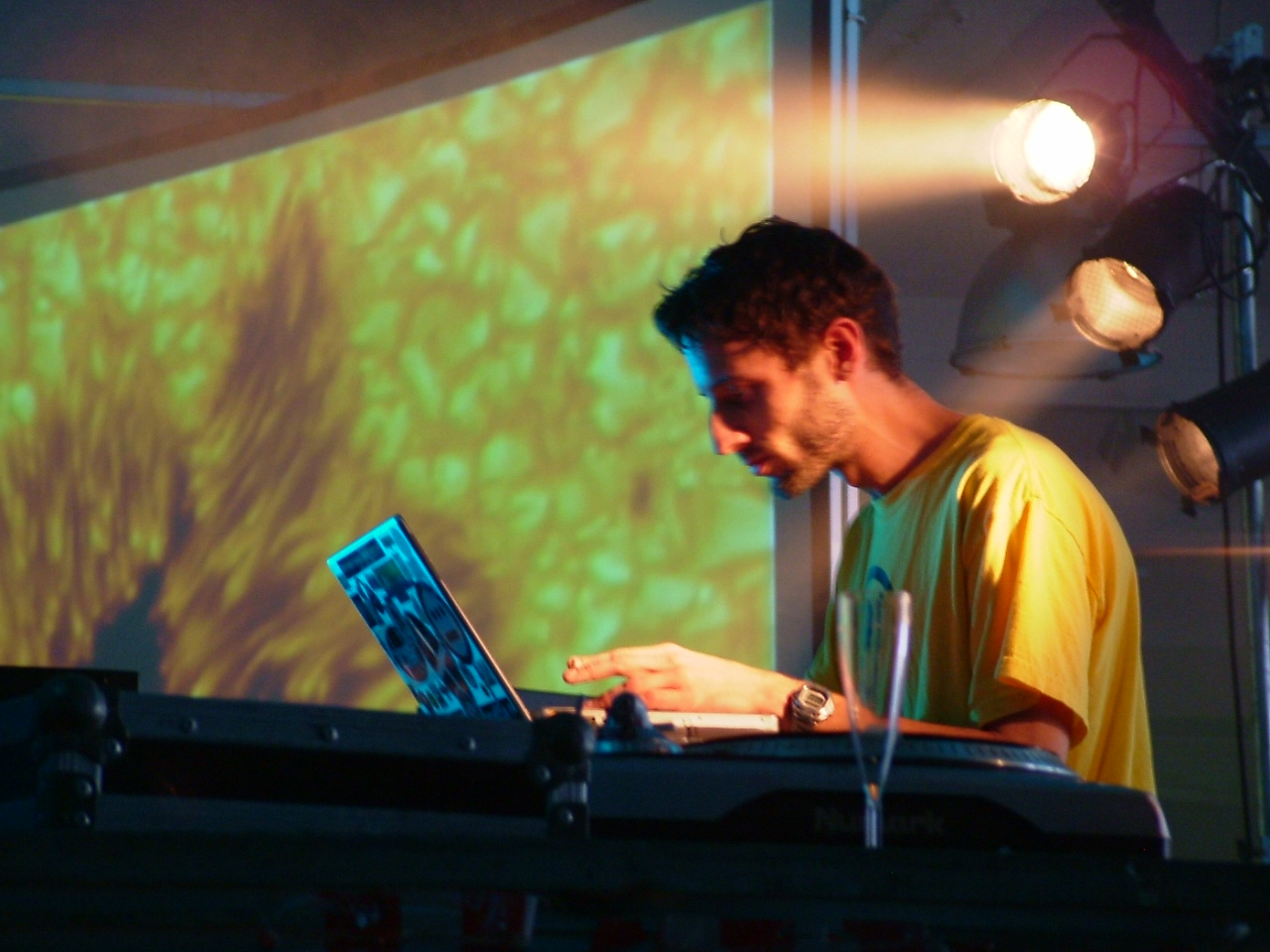
Luke Vibert bei einem Auftritt in Lyon (2007).

Luke Francis Vibert (* 26. Januar 1973 in Redruth) ist ein britischer Musiker. Seiner Produktionen decken ein breites Spektrum von Stilen ab, etwa Drum and Bass, Acid Techno und House. Meist wird er in das Genre Electronica oder IDM eingeordnet. Einige Veröffentlichungen erschienen unter den Pseudonymen Wagon Christ, Plug und Amen Andrews, in der jüngeren Vergangenheit verwendete er meist seinen eigenen Namen.

## Leben
Seine musikalische Karriere begann der im District Kerrier, einem Teils Cornwalls, aufgewachsene Vibert als Mitglied der Gruppe Hate Brothers. Als Einflüsse für seine Musik nennt Vibert frühen Hip-Hop und die Musik von Prince. Seit seiner Jugend ist er ein enger Freund von Grant Wilson-Claridge, einem der Gründer des britischen Underground-Labels Rephlex Records. Über Wilson-Claridge lernt Vibert auch Richard D. James kennen, besser bekannt als Aphex Twin. Wilson-Claridge und James boten ihm die Möglichkeit zur Veröffentlichung seines Albums Weirs auf Rephlex. Dieses Frühwerk produzierte Viberts noch in Zusammenarbeit mit Jeremy Simmonds, mit dem er seit Ende der 80er Jahre erste musikalische Gehversuche unternahm. Kurz darauf veröffentlicht er als Wagon Christ auf dem Label Rising High ein eigenständig produziertes Ambient-Album.
In den folgenden Jahren wurde Vibert aufgrund seiner konstanten Veröffentlichungen einem größeren Publikum bekannt. 1997 folgte mit Big Soup sein erstes Album unter eigenem Namen auf James Lavelles Trip-Hop-Label Mo’ Wax. Nach Remixen für Nine Inch Nails und Meat Beat Manifesto wurde sein bereits erschienenes Plug-Album auf Trent Reznors Label Nothing Records wiederveröffentlicht.
Aufmerksamkeit erregte sein gemeinsam mit dem Pedal-Steel-Gitarristen B. J. Cole produziertes Album Stop The Panic. Die Zusammenarbeit kam über den Musikjournalisten David Toop zustande, der Cole Viberts Album Drum 'n' Bass for Papa vorgestellt hatte. Nach Veröffentlichungen auf Ninja Tune, Planet Mu und Virgin Records erschien 2003 mit dem Acid-Werk YosepH erstmals eines seiner Alben beim britischen Electronica-Label Warp Records.
Vibert lebt mit seiner Frau in London und ist Vater zweier Töchter.

## Diskografie

### Luke Vibert
- Weirs (1993) (mit Jeremy Simmonds)
- A Polished Solid (1995)
- Do Unto Others (1997)
- Big Soup (1997)
- Drum 'n' Bass 'n' Steel EP (1999) (mit B.J. Cole)
- Stop The Panic (2000) (mit B.J. Cole)
- Spring Collection EP (2000) (mit B.J. Cole)
- 95-99 EP (2000)
- Nuggets (2001)
- Homewerk EP (2002)
- Further Nuggets (2002)
- Synthax/I Love Acid (2003)
- YosepH (2003)
- Lover's Acid (2005)
- Moog Acid (2006) (mit Jean-Jacques Perrey)
- We Hear You (2009)
- Ridmik (2014)
- Bizarster (2015)
- UK Garave Vol. 1 (2017)
- Valvable (2019)
- Lockdown Breaks (2020)
- Amen Andrews (2020)
- Modern Rave (2020)
- Rave Hop (2020)
- GRIT. (2022)
- Lockdown Breaks Vol. 2 (2022)
- Machine Funk (2023)

### Ace of Clubs
- Classid Tracks (2002)
- Rubber Chunks EP (2007)
- Benefist (2007)

### Amen Andrews
- Volume 1 (2003)
- Volume 2 (2003)
- Volume 3 (2003)
- Volume 4 (2003)
- Volume 5 (2003)
- Amen Andrews vs. Spac Hand Luke (2006)
- News of The World EP (2014)

### Kerrier District
- Kerrier District (2004)
- Kerrier District 2 (2006)
- Kerrier District 3 (2011)
- Kerrier District 4 (2014)

### Plug
- Plug 1 (1995)
- Plug 2 (1995)
- Plug 3 (1995)
- Drum 'n' Bass for Papa (1997)
- Me & Mr. Sutton (1997)
- Here It Comes (2006)
- Back On Time (2011)

### Wagon Christ
- London Is a Country (1994)
- Phat Lab Nightmare (1994)
- Throbbing Pouch (1995)
- Tally Ho! (1998)
- Musipal (2001)
- Sorry I Make You Lush (2004)
- Toomorrow (2011)
- Recepticon (2020)

### ルーク・ヴァイバート
- Voix Des Reason EP (2006)
- EP One (2008)
- EP Two (2008)
- Rhythm (2008)
- EP Three (2009)